# Francesc Isgleas i Piarnau
Francesc Isgleas i Piarnau (Sant Feliu de Guíxols, 16 de febrer de 1893 - Barcelona, 14 de febrer del 1977) fou un dirigent anarcosindicalista català.
Era fill de Josep Isgleas i Puig natural de Lloret de Mar i de Teresa Piarnau i Güell natural de Cervià de Ter. Treballà en la indústria surera. El maig de 1921 va ser elegit per formar part del comitè de la Confederació Regional del Treball de Catalunya, i ocupà el càrrec de secretari de la Federació Comarcal de Girona. Representant el Sindicat Únic de Sant Feliu de Guíxols va participar en la Conferència Regional de Sindicats de Catalunya celebrada a Blanes el juliol de 1922). Hagué d'exiliar-se durant la dictadura del general Miguel Primo de Rivera.
Representant el Sindicat Únic de Sant Feliu de Guíxols, va assistir a la Conferència Regional de Sindicats de la CRTC, celebrada a Barcelona el 31 de maig i 1 de juny de 1931. Representant el Sindicat dels Surotapers de Cassà de la Selva i altres de Figueres, La Bisbal, Llagostera, Olot, Palamós i Salt, va assistir al tercer Congrés confederal de la CNT (Madrid, 10-16 de juny de 1931), on va ser elegit per presidir la mesa de la primera sessió.
En esclatar la guerra civil espanyola fou conseller de defensa de la Generalitat de Catalunya de desembre del 1936 a maig del 1937 en substitució de Diego Abad de Santillán. Després figurà en la comissió assessora del comitè regional (a partir del juliol del 1937), intervingué en la constitució del Comitè del Moviment Llibertari de Catalunya l'abril del 1938 i, finalment, fou un dels components del Comitè del Moviment Llibertari Espanyol, creat a París el febrer del 1939.
En acabar la guerra es va exiliar a França, i fou internat als camps d'Argelers, Vernet i Djelfa (1942). En acabar la Segona Guerra Mundial es va establir a París i mantingué alguna activitat. El 1976 tornà de l'exili per tal d'intentar reorganitzar la CNT a l'interior, però va morir poc després.

## Fons personal
El seu fons personal es conserva a l'Arxiu Nacional de Catalunya. El fons conté la documentació generada i rebuda per diversos membres de les famílies Isgleas Alsina i Adroher Isgleas (principalment de Francesc Isgleas i Flora Isgleas, per una banda, i d'Enric Adroher, per una altra). Inclou documentació personal i familiar, produïda en funció de les seves activitats professionals i, especialment, la generada com a resultat de la militància política i sindical en temps de l'exili i la Transició democràtica. Destaca, a més, la sèrie de correspondència i d'obra creativa.